# Kévin Théophile-Catherine
Kévin Théophile-Catherine, född 28 oktober 1989 i Saint-Brieuc, Frankrike, är en fransk fotbollsspelare som spelar för Dinamo Zagreb. 